# Jasmin Selberg
Jasmin Selberg (Tallin, Estonia, 11 de agosto de 1999) es una modelo y reina de belleza estonia-alemana, ganadora del concurso Miss Internacional 2022 que se llevó a cabo en el Tokyo Dome City Hall de Tokio, Japón.

## Biografía
Selberg nació en Tallin, Estonia. Su familia se mudó de Estonia a Alemania cuando ella tenía un año. Ingresó a la Universidad Ruhr de Bochum en Bochum, para obtener una licenciatura en historia y filosofía.

## Concurso de belleza

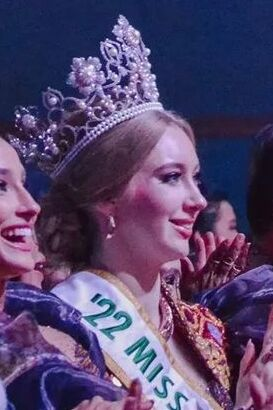
Jasmin Selberg en la vigésimo sexta edición del concurso de belleza Puteri Indonesia (2023).

### Miss Globe 2021
El 5 de noviembre de 2021, Selberg representó a Alemania en Miss Globe 2021 y compitió contra otras 50 candidatas en el Teatro de la Ópera de Tirana, Albania, donde terminó entre las top 15.

### Miss Universo Alemania 2022
El 2 de julio de 2022, Selberg compitió contra otras 16 finalistas de Miss Universo Alemania 2022 en el Holiday Inn Hotel Düsseldorf-Neuss en Neuss, donde no avanzó al Top 5.

### Miss Supranacional 2022
El 15 de julio de 2022, Selberg representó a Alemania en Miss Supranacional 2022 y compitió contra otras 69 candidatas en el Anfiteatro del parque Strzelecki en Nowy Sącz, Polonia, donde no se ubicó en la semifinal.

### Miss Internacional 2022
El 13 de diciembre de 2022, Selberg representó a Alemania en Miss Internacional 2022, compitió contra otras 66 candidatas en el Tokyo Dome City Hall en Tokio, Japón. En la competencia, Selberg avanzó al Top 15 y luego al Top 8, antes de ser anunciada como la ganadora de la competencia y fue sucedida por Sireethorn Leearamwat de Tailandia. Luego ganó la competencia y se convirtió en la tercera mujer de Alemania en ganar el título, después de Ingrid Finger y Iris Klein, quienes fueron coronadas Miss Internacional 1965 y Miss Internacional 1989, respectivamente.